# Franz Haug

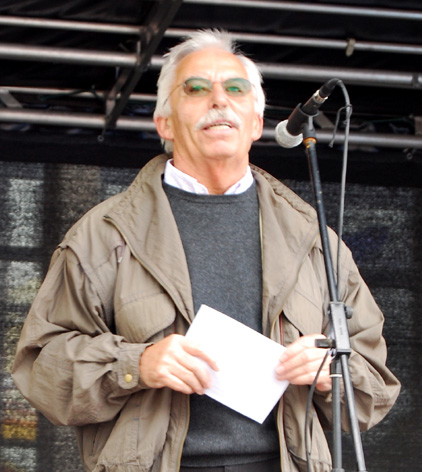
Franz Haug (2008)

Franz Haug (* 25. Januar 1942 in Hervetsweiler, Landkreis Biberach) ist ein deutscher CDU-Politiker und war von 1999 bis 2009 Oberbürgermeister der Stadt Solingen.

## Ausbildung und Beruf
Nach dem Abitur 1963 begann Haug ein Studium an der Pädagogischen Hochschule in Weingarten. 1964 wechselte er das Studienfach und studierte Rechts- und Staatswissenschaften sowie Geschichte in Tübingen und Köln. 1968 schloss er das Studium mit dem ersten juristischen Staatsexamen ab. Nach dem juristischen Vorbereitungsdienst bei einer Sparkasse und einem Finanzgericht bestand er fünf Jahre später das zweite juristische Staatsexamen.
1973 erhielt Haug die Zulassung zum Rechtsanwalt und arbeitete in einer Anwaltskanzlei in Remscheid. Seit 1972 ist er Fachanwalt für Steuerrecht. Der CDU-Politiker Sebastian Haug ist sein Sohn.

## Politische Laufbahn

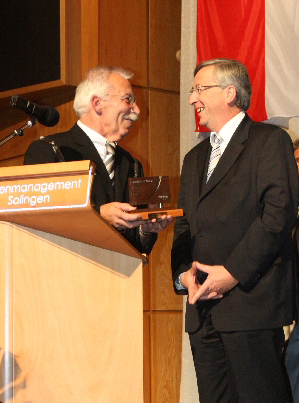
Franz Haug überreicht die „Schärfste Klinge der Stadt Solingen“ an den luxemburgischen Ministerpräsidenten Jean-Claude Juncker (2008)

Haug war von 1975 bis 1999 für die CDU Mitglied des Rates der Stadt Solingen, von 1994 bis 1999 als Fraktionsvorsitzender.
Bei der Solinger Oberbürgermeister-Direktwahl 1999 gelang Haug mit 59,3 % der abgegebenen Stimmen ein Erdrutschsieg gegen den SPD-Bürgermeister Ulrich Uibel. Die CDU erreichte bei der Wahl zum Stadtrat 50,6 %. Bei den Kommunalwahlen 2004 verteidigte Haug sein Amt mit 53,4 % der abgegebenen Stimmen (43,2 % für die CDU). Bei der Oberbürgermeisterwahl am 30. August 2009 trat Haug nicht wieder zur Wahl an. Zu seinem Nachfolger wurde der CDU-Politiker Norbert Feith gewählt.
Seit 2004 gehört Haug dem Präsidium des Deutschen Städtetages an.

## Politische Streitfragen und Konflikte
Überregionale Aufmerksamkeit und Kritik erregte Haug, als er am 13. Januar 2007 in seiner Eigenschaft als Oberbürgermeister an einem privaten Empfang zum 90. Geburtstag des Solinger Bauunternehmers Günther Kissel teilnahm. Kissel war dafür bekannt, seit Jahrzehnten öffentlich rechtsextreme und revisionistische Ideen zu vertreten. Er hat nach eigener Aussage aus den Gewinnen seines Unternehmens mehrfach erhebliche Summen an die NPD gespendet. 1997 entschied das Landgericht Wuppertal, dass Kissel als „Auschwitzleugner“ und „Volksverhetzer“ bezeichnet werden darf.
Den Einladungen zu seinem Geburtstagsempfang hatte Kissel ein 39-seitiges Redemanuskript beigelegt, in dem er unter anderem die Kriegsschuld Nazideutschlands abstritt sowie behauptete, dass nicht sechs Millionen, sondern vielleicht „nur“ 500.000 Juden in KZs ermordet worden seien. Zur Begründung erklärte er: „Dann hat jeder die Möglichkeit, vorab persönlich zu entscheiden, ob er meine Einladung trotz dieser nicht gehaltenen Rede annimmt“.
Trotz massiver Proteste Solinger Bürger nahm Haug – ebenso wie einige andere politische Repräsentanten der Stadt – die Einladung an, laut Pressemitteilung „in Anerkennung der unbestrittenen unternehmerischen Verdienste in unserer Stadt“ sowie „der hervorragenden Arbeit von Geschäftsleitung und Mitarbeiterschaft (...), obwohl er die offen geäußerte politische Gesinnung des Firmengründers strikt ablehne“. Auch gegenüber der Presse erklärte Haug, „zwischen dem Bauunternehmer und den politischen Ansichten“ zu unterscheiden. Besonders wurde kritisiert, dass Haug die Veranstaltung auch nach einer Laudatio des rechtsextremistischen Verlegers Gert Sudholt nicht verließ, in der dieser Kissels Förderung der Erforschung „nicht konformer Geschichtsansichten“ hervorhob und ihn auf eine Stufe mit dem britischen Holocaust-Leugner David Irving stellte.
Von WDR 5 zu seinen Intentionen befragt, antwortete Haug im September 2008, dass es in Solingen lange den Konsens gegeben habe, zwischen dem Unternehmen Kissel und dem Menschen Günther Kissel und seiner politischen Auffassung zu differenzieren. Viele Repräsentanten Solinger Institutionen und Verwaltungschefs der Stadt seien daher auch vor 2007 zu runden Geburtstagen gegangen, wenn auch mit der Faust in der Tasche. Er habe aber zur Kenntnis genommen, dass dieser Konsens wohl nicht mehr bestehe. Die wütenden Reaktionen hätten ihn bestürzt und nachdenklich gemacht.
Seit Anfang 2008 geriet Haug immer wieder in Kritik seitens des DGB und des Bürgerbegehrens „Solingen gehört uns“, das eine Unterschriftenaktion gegen Privatisierung ins Leben rief. Anlass dazu gab der Bau des neuen Rathauses (2007–2008) im Rahmen eines Investorenmodells, bei dem die Stadt den Neubau durch einen Investor errichten ließ und das Gebäude seither mietet.

## Ehrungen
2009 wurde Haug der Ehrenring der Stadt Solingen verliehen.